# Proteínas y carbohidratos de membrana

Membrana y sus proteínas.

La Membrana plasmática es muy importante para  cualquier organismo que cuenta con ella y su principal importancia es que la permeabilidad selectiva de la membrana plasmática juega un papel fundamental en las células teniendo en cuenta que el intercambio de sustancias entre esta y el medio, aporta los compuestos necesarios para que se lleven a cabo las funciones celulares. En este sentido la membrana se encarga de regular dicho intercambio  además de permitir la salida de los productos del metabolismo que la célula no necesita.
La membrana define los límites externos de las células y regulan el tráfico molecular a través de estos límites. Es flexible, autosellante y selectivamente permeable a los solutos polares.
La estructura de la membrana se puede estudiar por el modelo de mosaico fluido, en el cual las proteínas se encuentran incrustadas en la bicapa lipídica y se mantienen mediante interacciones hidrofóbicas entre los lípidos de la membrana y los dominios hidrofóbicos de las proteínas.
Las membranas incluyen en su composición un conjunto de proteínas especializadas en promover o catalizar procesos celulares.
En la membrana hay diversos tipos de proteínas:

### Proteínas integrales
Constituidas por dos extremos hidrofílicos separados por una parte intermedia hidrófoba que atraviesa el centro hidrofóbico de la bicapa lipídica. Estas proteínas son transmembranales. Las porciones de la proteína integral de membrana que se proyectan hacia el citoplasma o el espacio extracelular son parecidas a las proteínas globulares.
Cumplen diversas funciones como: 
- Receptores que se unen a las sustancias específicas en la superficie de la membrana.
- Canales o transportadores implicados en el movimiento de iones y solutos a través de la membrana.

### Proteínas periféricas
miniaturadeimagen|314x314px|Proteínas de membrana
Este tipo de proteínas  no se extienden a lo ancho de la bicapa sino que están unidas a las superficie interna (citosólica), o externa de la misma y se atraen o se liberan de la membrana. Se asocian con la membrana a través de interacciones electrostáticas débiles. Estas proteínas dan soporte mecánico y funcionan como un ancla para las proteínas integrales. Algunas de estas proteínas que se encuentran en la membrana interna tienen funciones enzimáticas o transmiten señales transmembranosas.

### Proteínas anfitrópicas
Algunas veces están asociadas con membranas y otras veces no, estas asociaciones son reversibles. La afinidad por las membranas proviene de las interacciones no covalentes de la proteína con una proteína o lípido de la membrana, la asociación reversible con las membranas está regulada.
Aunque no son las únicas proteínas presentes en la membrana, existen algunas otras proteínas que sirven de igual manera en la membrana, pero éstas tienen otras funciones, entre ellas podemos encontrar a las: 

### Proteínas de transporte
Estas proteínas sirven como reguladoras del flujo de las moléculas solubles en agua mediante la membrana plasmática. Existen los canales proteicos, los cuales  tienen aspecto de canales y  permiten que moléculas pequeñas solubles en agua entren en  la membrana.
Cada membrana plasmática contiene una enorme cantidad de canales proteicos, cada uno está predispuesto con aminoácidos específicos los cuales permiten que algunas  moléculas como el K+ (potasio), Na+  (sodio), e incluso el  Ca2+ (calcio) recorran dicho canal.

### Proteínas portadoras
Estas proteínas presentan sitios de unión, estos sitios tienen un gran parecido a los sitios activos de las enzimas, las cuales se anclan de  moléculas específicas en uno de los costados  de la membrana. En este caso la molécula que será transportada se une a la superficie externa de la proteína portadora, la cual cambia de forma  para permitir que la molécula penetre la membrana.

### Proteínas receptoras
Estas proteínas se encuentran localizadas sobre la membrana, la cual permite que se reconozca y se adhiera a las moléculas específicas. Este proceso produce una unión, y dicha unión permite que haya una interacción con los receptores para que se genere una alerta para la respuesta  celular.

### Proteínas de reconocimiento
Este tipo de proteínas, y también conocidas como  glicoproteínas, se destaca del sitio exterior de la membrana plasmática y reconoce a la célula como correspondiente de una especie particular, a un individuo de esa especie y a veces  reconoce un órgano específico del individuo. Estas  proteínas son gran parte la constitución...

### Proteínas fijadas a lípidos.
La mayoría de las proteínas que se encuentran en la superficie externa de la membrana plasmática, están unidas a esta membrana por un oligosacárido unido  con una molécula de fosfatidilinositol, las proteínas con este enlace  glucosilfosfatidilinositol son llamadas proteínas GPI. El lípido proporciona un anclaje hidrofóbico a la proteína, el cual la inserta en la bicapa lipídica y la mantiene a la proteína en la superficie de la membrana. Estas asociaciones son mucho más débiles y algunas veces puede ser reversible.  Las proteínas GPI están en la cara externa y se encuentran dentro de agrupamientos mientras que otras proteínas están  en la cara .

## Carbohidratos
Los carbohidratos incluyen monosacáridos, también conocidos como azúcares simples; todos los polisacáridos  (moléculas de  grandes  cadenas), están constituidas de unidades de azúcar. Funcionan principalmente como almacenes de energía química y materiales de construcción fuertes, duros o en pocas palabras estables para las estructuras biológicas. La mayoría de los azúcares tiene como fórmula general el formaldehído o el metanal, (CH2O).

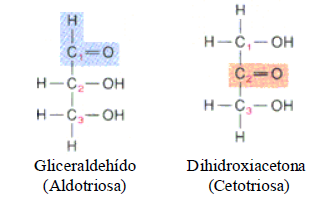
Aldosa y cetosa.

Aunque estos no son las únicas formas de azúcar que se pueden tener, también  es posible encontrar las siguientes formas; los azúcares con tres carbonos se conocen como triosas, aquellos con cuatro carbonos como tetrosas, los que tienen cinco carbonos como pentosas, aquellos que tienen seis carbonos son hexosas y los que poseen siete carbonos se conocen como heptosas.
La función de los carbohidratos no es muy clara. Es posible que los carbohidratos de ciertas glucoproteínas ayuden a anclar y orientar las proteínas de membrana, impidiendo que se deslicen hacia el citosol. Las células eucariotas también contienen carbohidratos, en cantidades diferentes dependiendo de la especie y del tipo celular, estos carbohidratos están unidos en forma covalente a los compuestos lipídicos y proteicos. El contenido de los carbohidratos en la membrana varía de un 2 al 10% de peso y más del 90% tiene enlaces covalentes con las proteínas para formar glucoproteínas, el resto de los carbohidratos forma enlaces covalentes con lípidos y forman glucolípidos. Estos carbohidratos se encuentran orientados hacia fuera en el espacio extracelular. Los carbohidratos ubicados en la membrana celular interna van hacia el lado contrario del citosol.
La adición de un carbohidrato se llama glicosidación. Los carbohidratos se encuentran en forma de oligosacáridos, estos pueden unirse con varios aminoácidos diferentes por medio de dos tipos de enlaces (O-glucosídico y  N-glucosídico).
Estos carbohidratos son importantes en la mediación de las interacciones de la célula con su ambiente y también para llevar a su destino a las proteínas de la membrana hacia los respectivos compartimentos celulares.
Los carbohidratos de los glucolípidos de la membrana de los eritrocitos son los que determinan el tipo sanguíneo de una persona y dependen de la cadena de azúcares corta unida por enlaces covalentes con los lípidos de membrana y proteínas de la membrana celular. Los grupos sanguíneos son  A, B, AB, u O; a este último se le denomina universal y carece de enzimas que puedan unirse a ningún azúcar terminal por el contrario el tipo B presenta una enzima que es capaz de agregar galactosa al final de la cadena, las personas con tipo sanguíneo A tienen una enzima que agrega una N-acetilgalactoasmina a un extremo de la cadena,  el tipo AB presentan las mismas enzimas que el tipo A y B.